# 木留神社
木留神社（きとめじんじゃ）は、長野県長野市若里一丁目にある神社（村社）。
善光寺七社の一。旧荒木村の産土神。

## 概要
長野駅東口の南西、長野県県民文化会館（ホクト文化ホール）の南西300メートルほどにあり、旧北国街道沿いに鎮座する。南方に犀川、西方に裾花川が流れる場所である。
周辺は若里公園や大学・病院などが立地する住宅地。
鳥居をくぐると中央にケヤキの巨木がそびえており、参道はこの前で屈折している。

## 社名の由来
社名の由来には、いくつかの説がある。
- 善光寺再建のための材木を犀川丹波島の渡しで陸揚げし、境内に留め置いたからだという説[2]。
- 犀川の沿岸にあり、流木がここに留まることが多かったため、昔から木留神社と称したという説。[3]
- 単に洪水の際に流木が流れ着きやすかったことに由来する社名だとする説。

以下に記すことは、木留神社という社名の由来に関する『伝説』についてまとめたものである。
- 犀川の上流より下がってくる木材が岸につかず村人が困り果てていたとき、木留大明神の化身として、白髪の老人が村人の難儀を救うためにあらわれたという伝説。[4]
- 材木が洪水で流失しそうになったとき住吉明神が守ったという伝説もあるが、これは住吉明神ではなく隣接する蓮心寺の阿弥陀如来だとする伝説。[5]
- 善光寺普請用材を仁科から犀川を流しおろしたときこの地で陸揚げしたが、材木が洪水で流出しそうになった。そのとき、この神が翁となってあらわれ木を留めたという伝説。

## 歴史
社伝によると、正治年間（1199年～1201年）以前の勧請という。延享2年（1745年）火災にあい、古文書・宝物などをなくしてしまった。正徳3年（1713年）、『倭漢三才図会』によれば、社領100石を賜ったという。
旧名は、諏訪大明神。その後、木留大明神（木留明神）と呼ばれるようになった。明治6年（1873年）に木留社と呼び村社とした。
明治11年（1878年）に木留神社と改称した。明治10年（1877年）とする説もある。
明治36年（1903年）現在地へ移転した。明治41年（1908年）火神社を合併した。

## 交通
- JR・長野電鉄長野駅からアルピコ交通（川中島バス）21・22・30〜37系統に乗車、「荒木入口」下車

## 周辺
- 北国街道
- 蓮心寺
- 若里公園
  - 長野県県民文化会館（ホクト文化ホール）
  - 県立長野図書館
- 信州大学工学部
- 長野赤十字病院
- 丹波島橋
- 長野市立裾花小学校